# 内港
内港（ないこう）は、福山市にある地区・エリアである。

## 概要
福山市の中心市街地の東部に位置する郊外型の商店密集地域である。地名の由来は、この地区に福山城 (備後国)外堀と繋がる入江福山内港（旧福山港）があったからである。内港跡地を利用して道路や施設が出来ている。
該当地域はかつての福山内港およびその周辺地区で、おおよそ港町・入船町・松浜町・三吉南町・旭町および王子町の一部である。
エリア内を東西に国道2号、南北に国道313号が走り、エリア中央部にあたる府中分かれ交差点で両国道が交差している。さらに入船町2丁目交差点で、中心市街地から伸びる幹線道路とJFEスチール西日本製鉄所福山地区から伸びる通称鋼管道路と呼ばれる幹線道路が接続している。そのため交通量が非常に多く、特に国道2号や313号は渋滞が頻繁に発生している。
このような状況から、車社会が到来するとともに郊外型のロードサイド店が多数出店し、福山市内有数の郊外型商業地域のひとつとなった。特に同市箕沖町へ移転した日本化薬跡地に大型ショッピングセンターであるポートプラザ日化が出店したことは、福山駅周辺の中心市街地から若干離れた内港地区へ客足を大きく変化させる要因となった。
ポートプラザ日化の敷地の南部には内港バスセンターが設けられ、各種バス路線が発着していた。福山市内循環バスまわローズも発着していた。しかし2012年3月末日を以て廃止され、国道2号線沿いの新橋バス停がその代りを担っている。
その他に、福山内港跡地にふくやま芸術文化ホールリーデンローズや、デオデオ福山本店、ダイソー&アオヤマ100YENプラザ福山本店のモールなどが次々と建設された。さらに福山市立女子短期大学を4年制化して2011年に福山市立大学として移転して来ている。
商業地区である一方で、松浜町南部では今も工場地域があり、またエリア北部の旭町・三吉南町は福山東警察署・福山年金事務所・福山医師会館などの公的機関が多い地区となっている。さらに、エリア西隣は福山市最大の歓楽街である住吉町周辺部となっており、内港エリア西部（入船町2丁目の一部や松浜町1丁目の一部など）もその歓楽街の一部となっている。

## 施設
商業施設
- ポートプラザ日化
- エディオン福山本店
- ダイソー&アオヤマ100YENプラザ福山本店

金融機関
- 愛媛銀行

公共施設
- 福山東警察署
- ふくやま芸術文化ホール
- 福山すこやかセンター
- 福山年金事務所
- 労働基準監督署
- 港町郵便局

医療機関
- 福山記念病院
- 福山医師会館

教育機関
- 福山市立旭小学校
- 福山市立東中学校

娯楽施設
- あみぱらんど